# Mühlheim Færge
|  | Maskinoversættelse og/eller tvivlsomt indhold Denne sides indhold bærer præg af at være en maskinoversættelse og/eller meget dårligt og uklart formuleret. Det vurderes at sproget er så dårligt og eventuelt forkert eller til at misforstå, at det bør omskrives eller oversættes på ny. Du kan hjælpe med at oversætte til korrekt dansk i denne og lignende artikler. Hvis dette ikke sker inden for kort tid, kan en sletning komme på tale. Se evt. denne sides diskussionsside eller i artikelhistorikken. |

Mühlheim-færgen var en kabelfærge mellem Mühlheim am Main på den sydlige side af Main og Dörnigheim i den nordlige del af Main. Færgeforbindelsen var på Mainkm 50,62. Nedstrøms er den næste hovedoverfart Rumpenheim Main-færgen og opstrøms Mühlheim-spærringen for fodgængere og cyklister og Steinheim Main Bridge for køretøjer.
Hovedfærgen Mühlheim har været ude af drift siden 11. oktober 2017 - med undtagelse af 8. juli 2019. Indtil da var det en af elleve regulære Main-færger. Med afgørelsen fra distriktet Offenbach den 24. juni 2020 blev færgedriften endeligt indstillet.

## Historie

### Begyndelse og efterkrigstid
I 1904 oprettede distriktet Offenbach en højwire-yaw-færge på dette tidspunkt for første gang og udlejede den til private. Færgen blev drevet af familien Schäfer fra Dörnigheim og siges at have været elektrisk drevet fra 1923. Strømmen blev leveret via højtrådssystemet. Færgesystemerne blev sprængt i luften i 1945 i slutningen af Anden Verdenskrig.
Ved årsskiftet 1945/46 blev færgeanlægget istandsat og en ny færge bygget. I det bayerske skibsbyggerselskabs byggeliste for 1945 er en 25-tons færge til H. Schäfer, Dörnigheim opført som byggenummer 800. Det var en elektrisk drevet højrebstyret køreledningsfærge med en rebstrailer. Strømmen blev leveret via et separat køreledningskabel, monteret på to ekstra master, cirka ti meter nedstrøms for ledekablets master.
Den sidste færge, der blev brugt var en højreb, blev bygget i 1963 på Johann Hupp-værftet i Eibelstadt og blev fra 1971 brugt som færge mellem Mühlheim og Dörnigheim. Offenbach-distriktet var ejer. Færgen blev drevet af Spiegel-familien fra 2001.

### Slut med færgeforbindelse
Færgen indstillede driften den 11. oktober 2017. Årsagen hertil var opsigelsen af lejeaftalen af bydelen Offenbach uden varsel. Dette var nødvendigt, fordi lejeren angiveligt har overtrådt sikkerhedsbestemmelserne ved flere lejligheder. Distriktet Offenbach meddelte, at det ønskede at leje færgen igen for at genoptage færgedriften.
Den 8. juli 2019 blev færgefarten genoptaget under en ny operatør, efter at færgen tidligere var blevet repareret og relanceret. Imidlertid skete der skade samme morgen, hvor færgens krøjekabel revnede, og det derefter drev på Main og blev ude af stand til at manøvrere. Hun måtte reddes af brandvæsenet og arbejdsskibet "Kinzig" fra Aschaffenburgs vand- og søfartsmyndighed. Færgen blev taget ud af drift igen. Fra oktober 2019 var hun i Frankfurts Osthafen for at undgå skader på kajen og sikkerhedsrisici for skibsfarten. Den 8. juni 2020 besluttede distriktsudvalget i Offenbach endeligt at indstille færgefarten;[9] distriktsrådet godkendte dette den 24. juni 2020.[10] Efter at have planlagt en auktion, fandt MS Dörnigheim, som denne hovedfærge også kaldes, en ny ejer på Ebay for 6850 € i begyndelsen af december 2020. I april 2021 er det planen at trække færgen fra Frankfurts Osthafen til Maintaler Sporthafen, hvor den får en hædersplads som museumsskib.

## Teknologien fra Martha-færgen brugt sidst
Martha-færgens oprindelige transportkapacitet var op til otte biler eller op til 145 personer. Færgens bæreevne blev dog reduceret af redskaberne (f.eks. de to Schottel-rorpropeller og motoren) og af sikkerhedsrelaterede udvidelser på grund af reglerne for inspektion af indre vandveje. Siden da har kun seks biler (med en maksimal tilladt totalvægt på 2 tons) og højst 30 personer fået lov at krydse. Det tungeste landkøretøj måtte ikke overstige en maksimal tilladt totalvægt på 14 t. Det tilladte enkelt-/dobbeltakseltryk var 5,5 tons. Et af kravene fra færgebeviset var, at der ved lastning skulle passes på, at køretøjerne blev fordelt på dækket på en sådan måde, at færgeklapperne ikke hang i vandet under overfarten.

## Driftstider og takster
Indtil driftens ophør i oktober 2017 sejlede færgen på hverdage fra klokken 06.00 til 21.00. Driften er suspenderet på søn- og helligdage. Færgepriserne startede fra 30 cent for en enkelt tur med en fodgænger og varierede fra 1,00 euro for biler til 4,00 euro for varebiler. Billetter fra Rhein-Main-Verkehrsverbund (RMV) blev ikke genkendt[14] selvom færgen med linjenummer OF-39 var inkluderet i nummereringsordningen.
Til drift fra 8. juli 2019 var der planlagt daglige åbningstider fra kl. 06.00 til 21.00 og færgepriser fra 70 cents (for fodgængere) til 4,80 euro (for varebiler).

## Links
- https://web.archive.org/web/20200930032207/https://www.kreis-offenbach.de/mainf%C3%A4hre-m%C3%BChlheim
- https://www.op-online.de/region/muehlheim/faehre-muehlheim-stellt-betrieb-wegen-sicherheitsmaengeln-8759664.html
- https://www.op-online.de/region/muehlheim/interessenten-faehre-muehlheim-9451127.html
- https://www.op-online.de/region/muehlheim/mainfaehre-muehlheim-sich-gehalten-1341859.html